# Józef Fedorowicz (meteorolog)

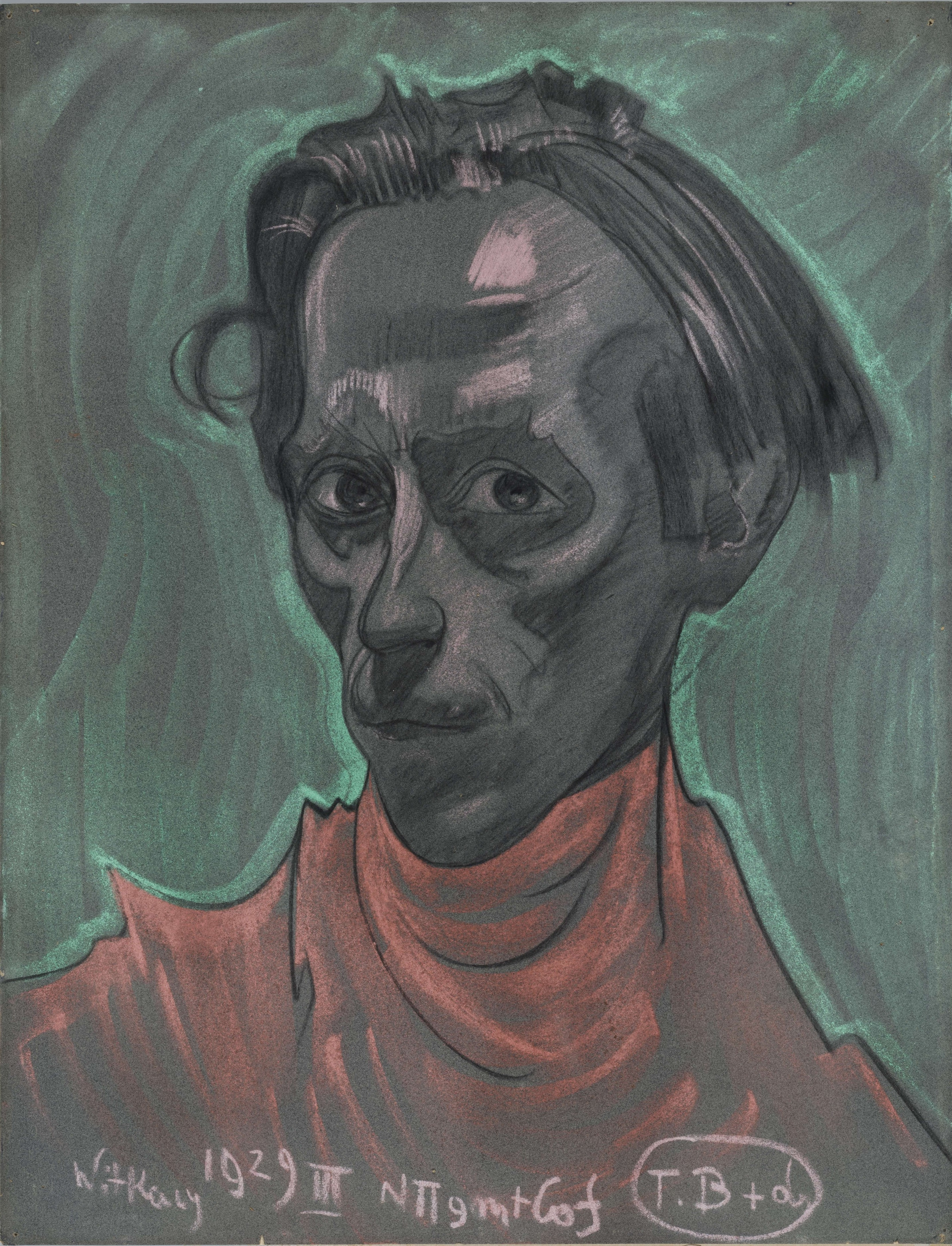
Witkacy - Portret Józefa Fedorowicza, 1929, Muzeum Lubelskie

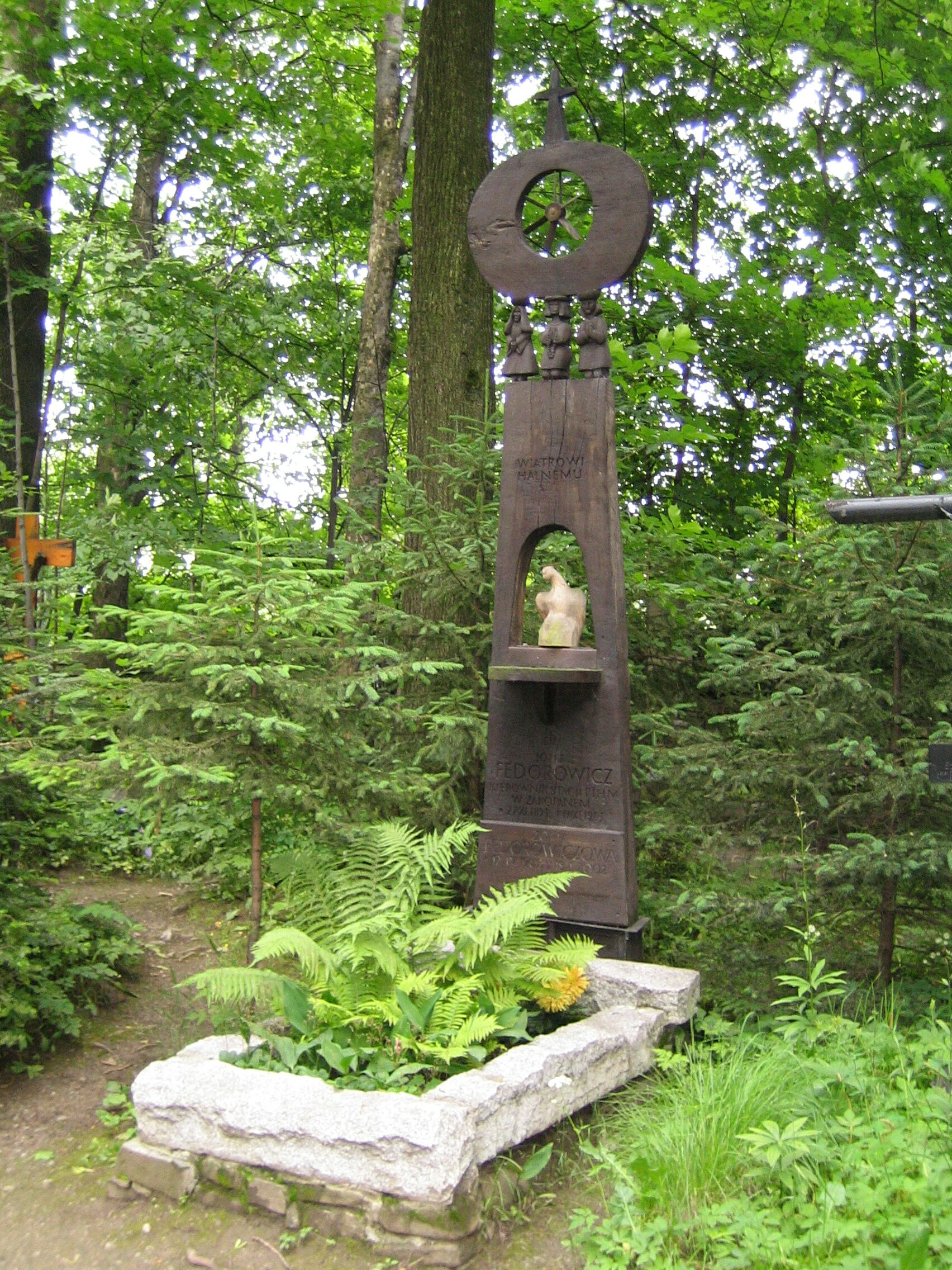
Grób Józefa i Zofii Fedorowiczów na Cmentarzu Zasłużonych na Pęksowym Brzyzku, z rzeźbą wykonaną w pracowni Władysława Hasiora.

Józef Fedorowicz (ur. 27 listopada 1893 w Lipowie na ziemi mińskiej, zm. 17 listopada 1963 w Zakopanem) – meteorolog, długoletni kierownik stacji meteorologicznej w Zakopanem, artysta.
Podczas I wojny światowej przebywał w Rosji. Przez trzy lata studiował w Ufie meteorologię pod kierunkiem prof. Michiewa. Po ukończeniu studiów zajął się organizacją sieci meteorologicznej na Uralu. W tym czasie uczęszczał do Studia Teatralnego w Ufie. W 1921 roku przyjechał do Warszawy, a 12 kwietnia 1922 objął stanowisko kierownika Stacji Meteorologicznej w Zakopanem. W 1927 roku ożenił się z Zofią Średnicką. Miał dwie córki Eugenię i Julitę. Został pochowany na Cmentarzu Zasłużonych na Pęksowym Brzyzku (sektor P-I-45).

## Meteorolog
Józef Fedorowicz rozpoczął pierwsze w Tatrach i na Podhalu pomiary promieniowania słonecznego i ultrafioletowego. Zorganizował sieć informacji o opadach i grubości pokrywy śnieżnej i temperaturze w Tatrach. Wiadomości te były od 1924 roku podawane codziennie w specjalnych gablotach meteorologicznych. W czasie okupacji pozostał na stanowisku prowadząc nadal obserwacje, zapewniając ich ciągłość. Jego zasługą było ocalenie przed zrabowaniem przez Niemców cennego sprzętu meteorologicznego. Po wojnie kontynuował pracę. Na swoim stanowisku pozostał do końca życia.
22 września 2003 roku imię Józefa Fedorowicza nadano Stacji Hydrologiczno-Meteorologicznej w Zakopanem.

## Artysta
Był bardzo popularną postacią w Zakopanem. Znany był pod przydomkami „Pimko” (od skrótu Państwowy Instytut Meteorologiczny) i „Wiatr Halny”, którego autorem był Witkacy, i który ubolewał, że bardziej popularny był „Pimko”. Przyjaźnił się z takimi twórcami jak Witkacy, Karol Szymanowski, Kornel Makuszyński, Jan Kasprowicz, Rafał Malczewski, a po wojnie Antoni Kenar. Należał do grona najbliższych przyjaciół Witkacego. Grał główne role w nieomal wszystkich sztukach wystawianych przez Towarzystwo Teatralne i Teatr Formistyczny. W Teatrze Niezależnym, utworzonym przez Witkacego w roku 1938, Fedorowicz pełnił funkcję kierownika administracyjnego.